# BeBe Winans
Benjamin 'BeBe' Winans (Detroit, 17 september 1962) is een Amerikaanse gospel- en r&b-zanger.

## Biografie
BeBe Winans behoort tot de grote familie Winans en is de jongere broer van Ronald, Carvin, Marvin en Michael, die de gospelband The Winans vormden. Een lange tijd werkte hij bij de band op de achtergrond en vanaf midden jaren 1980 vormde hij met zijn zus CeCe Winans een duo. Hun eerste gezamenlijke hit in 1989 was de single I. O. U. Me uit het debuutalbum BeBe & CeCe Winans. Ze werden derhalve vier keer genomineerd voor de Grammy Award en CeCe kon in 1988 een Grammy ontvangen als beste gospelzangeres.
Tijdens het daaropvolgende jaar kreeg BeBe zelf zijn eerste Grammy als beste gospelzanger voor de song Abundant Life en een jaar later gelijk nog eens voor Meantime uit het tweede gezamenlijke album Heaven. Het album bereikte de goudstatus en plaatste zich in de Billboard Hot 200-hitlijst (#95). Het hoogtepunt van de samenwerking was echter het album Different Lifestyles uit 1991, dat werd onderscheiden met platina en een Grammy en zich plaatste op de nummer 1-positie van de r&b-hitlijst, net als de beide singles Addictive Love en I'll Take You There van dat album.
Na twee verdere albums scheiden hun gezamenlijke wegen zich. CeCe ging op de solotoer en Benjamin, die al de gezamenlijke albums had mede-geproduceerd, trad o.a. in verschijning bij de filmsoundtrack voor The Bodyguard, waarvoor hij een van de Grammy's voor het producententeam van het jaar, zijn tot dusver laatste.
In 1997 volgde dan zijn eerste soloalbum, waartoe ook zijn single I Wanna Be the Only One behoorde, een samenwerking met het Britse meidentrio Eternal. De song, dat hij samen had geschreven met Rhett Lawrence, plaatste zich op de nummer 1-positie in het Verenigd Koninkrijk en was een hit in Europa. In de Verenigde Staten waren de songs In Harm's Way, die zich plaatste in de pophitlijst en Thank You, die zich plaatste in de dancehitlijst onder de top 10, succesvolle singles uit het album.
Sindsdien had BeBe Winans regelmatig verdere soloalbums uitgebracht, die steeds weer vertegenwoordigd waren in de pop- en r&b-albumlijsten. Verder had hij in de Verenigde Staten sinds 2004 het eigen landelijk verbreid radio-programma The BeBe Winans Radio Show, die gospel- en soulmuziek behandelt. Bovendien stond Winans al in meerdere Broadway-musicals op het podium, als laatste in King Solomon Lives, A Nubian Love Story in de rol van Koning Salomo. Ook in de film The Manchurian Candidate was hij in 2004 te zien in een bijrol.
In 2014 nam hij samen met zijn broers Marvin en Carvin als 3 Winans Brothers het album Foreign Land op.

## Onderscheidingen
- Vier Grammy Awards
- Acht Dove Awards
- Vijf Stellar Awards
- Twee Soul Train Awards

## Discografie

### Singles
- 1992: I'll Take You There (met CeCe Winans & Mavis Staples)
- 1997: I Wanna Be the Only One (met Eternal)
- 1997: In Harm's Way

### Albums
Albums met CeCe Winans
- 1984: Lord Lift Us Up
- 1986: BeBe & CeCe Winans
- 1988: Heaven
- 1991: Different Lifestyles
- 1993: First Christmas
- 1994: Relationships
- 2009: Still

Soloalbums
- 1997: BeBe Winans
- 2000: Love & Freedom
- 2002: Live and Up Close
- 2003: My Christmas Prayer
- 2005: Dream
- 2007: Cherch

Albums met de 3 Winans Brothers
- 2014: Foreign Land

- Bibsys: 9010570
- Bibliothèque nationale de France: cb142395994 (data)
- Gemeinsame Normdatei: 135073375
- International Standard Name Identifier: 0000 0001 1445 380X
- Library of Congress Control Number: n91074324
- MusicBrainz: 8c86f18c-6703-473c-a1ca-482abd0cca27
- Nationale Bibliotheek van Polen: a0000002733039
- Nederlandse Thesaurus van Auteursnamen: 151774765
- Virtual International Authority File: 59296605
- WorldCat: E39PBJm9fKmrY9cYHBpcYcwgrq